# Homo consumericus
Homo consumericus je novotvorenica koja se koristi u društvenim znanostima, posebice u psihologiji, antropologiji i sociologiji, za opisivanje ljudskog potrošačkog ponašanja. Prvi su ga upotrijebili libanonski znanstvenik Gad Saad u svojem djelu Evoulcijski temelji potrošnje i francuski filozof Gilles Lipovetsky u knjizi Paradoksalno ponašanje. Često se uspoređuje s prvim opisima jedinstvenog ljudskog ponašanja darvinista krajem 19. stoljeća.
Sličnim izrazom (Homo Consumens) koristio se Erich Fromm u svom djelu Socijalistički humanizam pisanom 1956. godine.

## Poveznice
- Antikonzumerizam
- Međunarodni dan bez kupnje

## Vanjske poveznice
- Psihologija danas - Homo consumericus (engl.)